# بارانو
بارانو (بالإيطالية: Parrano)‏ هي بلدية في مقاطعة تيرني في إقليم أومبريا الإيطالي.

## السكان
في سنة 1861 بلغ عدد السكان 1٬122 نسمة، وتطور العدد ليصل في سنة 2011 لـ 590 نسمة.
يظهر هذا المخطط البياني تطور النمو السكاني لـ بارانو